# Vorarlberger Gräber

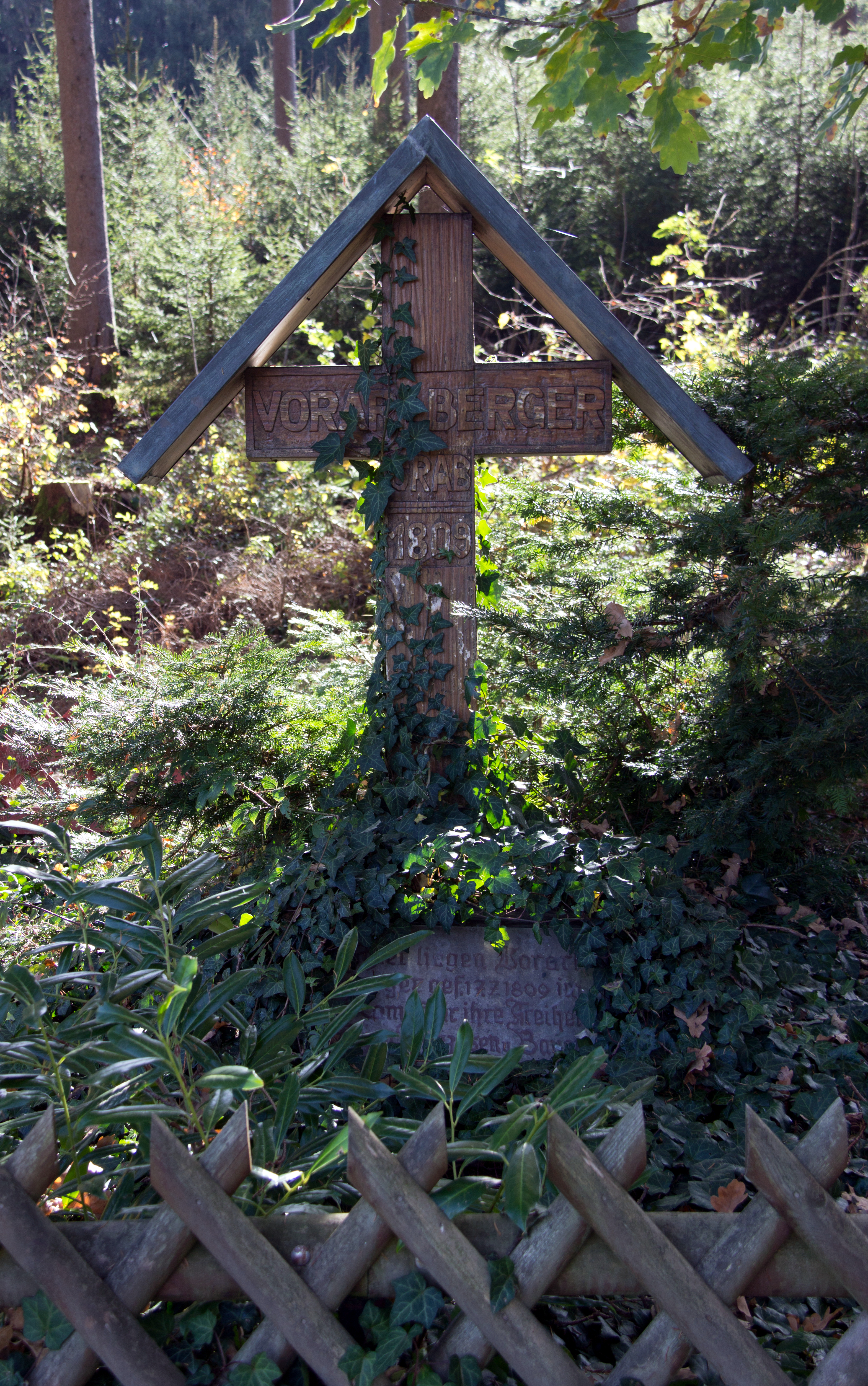
Das Kreuz der Vorarlberger Gräber

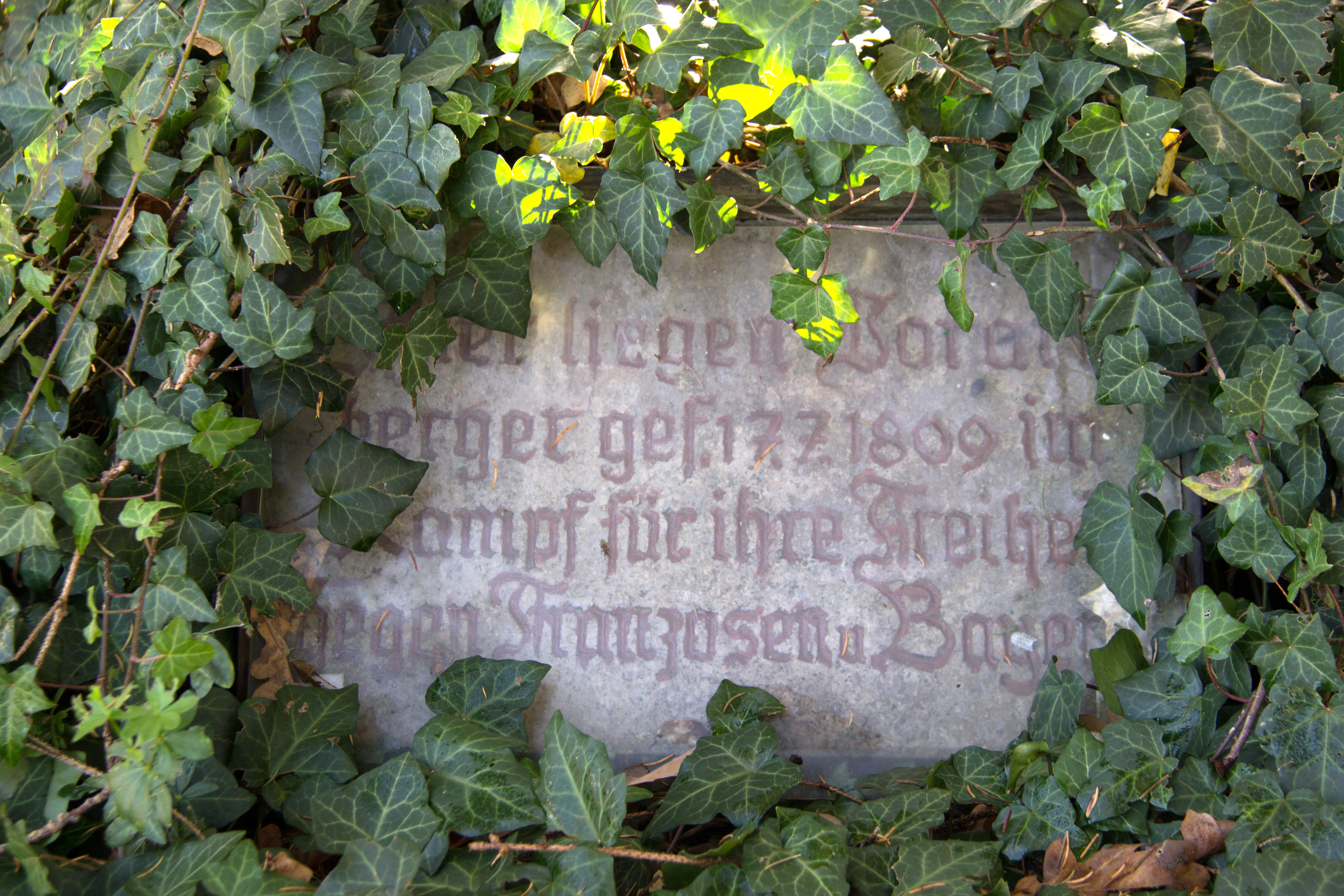
Inschrift unterhalb des Kreuzes

Die Vorarlberger Gräber, die im Südwesten von Kempten (Allgäu) nahe der Stadtgrenze im sogenannten Schwanderholz liegen, erinnern an gefallene und dort begrabene Vorarlberger, die 1809 im Kampf gegen bayerische Truppen ihr Leben verloren. Sie hatten sich wegen des Anschlusses des österreichischen Landesteils an den bayerischen Illerkreis im Rahmen der Vorarlberger Volkserhebung 1809 erhoben und die Hauptstadt Kempten (Allgäu) vergeblich angegriffen. Ihr Ziel war es, sich von der Beherrschung durch das Königreich Bayern zu befreien, zu dem sie nach dem Preßburger Frieden einige Jahre gehörten. Die Vorarlberger Gräber befinden sich deswegen in diesem im Süden gelegenen Waldstück, weil es dort die größten Verluste gab. In der Nähe befindet sich das Österreicher-Denkmal, welches im Zusammenhang mit dem Ersten Weltkrieg steht.

## Geschichte

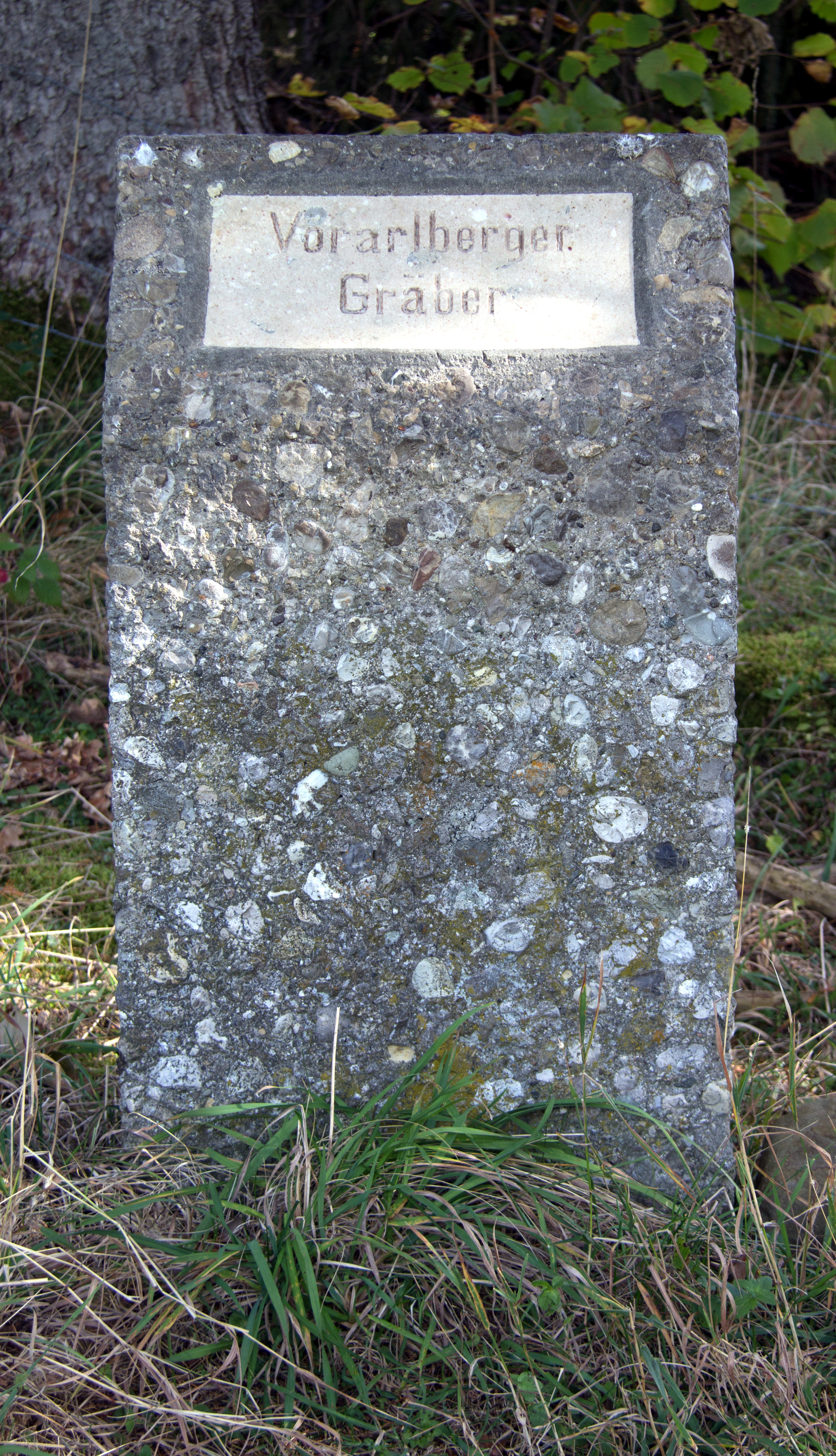
Eines der weiteren Gräber mit Inschrift

Durch den Pressburger Frieden verursacht, hatte das Kurfürstentum Bayern mit Tirol und Vorarlberg im Jahr 1805 einen enormen Gebietszuwachs. 1806 stieg Bayern als Bündnispartner Napoleons sogar zum Königreich auf. Die harte und teilweise ungerechte Behandlung der Bevölkerung missfiel dieser im früheren Gebiet der Habsburgermonarchie. Die Aversion gegen die neuen Herren steigerte sich so, dass sich im Mai 1809 Tirol im Aufstand erhob, dem sich nach einem neu einberufenen Landtag am 9. Mai 1809 auch die Vorarlberger Bevölkerung anschloss.
Im Mai 1809 näherten sich 2500 Mann, meistens Bregenzerwälder, der Illerkreis-Hauptstadt Kempten, um sie zu brandschatzen. Sie mussten ihren Plan aber aufgeben, weil französische, bayerische und württembergische Truppen Kempten besetzten.
Im Juni 1809 marschierten die Vorarlberger erneut um Kempten herum auf, es wurde eine Linie von der Eich, über die Dreifaltigkeit bis zum Mariaberg gebildet. Am 19. Juni 1809 kam es zu einem Kampf, bei dem die Vorarlberger geschlagen wurden. Sie zogen sich danach in das etwa 20 Kilometer weiter südlich gelegene Immenstadt im Allgäu zurück.
Einige Wochen später, am 17. Juli 1809, kam es auf der bisherigen Linie zu neuen Kämpfen, die mit einer völligen Niederlage auf Vorarlberger Seite endeten. Laut Alfred Weitnauer, der für seine Übertreibungen bekannt ist, rückten im Juli angeblich 20.000 Vorarlberger an, eine sehr hohe Zahl mit Blick auf das Gebiet des heutigen Bundeslandes Vorarlberg, wo um das Jahr 1809 etwa 100.000 Menschen lebten. Nach anderen Quellen waren lediglich 1800 Männer am Angriff beteiligt. Angeblich waren diese schlecht ausgestattet und unerfahren im Umgang mit Waffen.
Am 22. Juli wurde erneut ein Angriff versucht, dieser endete mit starken Verlusten auf der Vorarlberger Seite.
Es gab auch wiederholte Angriffe von Vorarlbergern auf Städte wie Lindau im Bodensee, Lindenberg im Allgäu, Weiler und Wangen im Allgäu. Seit 1814 gehört Vorarlberg wieder zu Österreich.

## Beschreibung
Am Westrand einer Wiese stand ursprünglich ein auf einem kleinen Hügel errichtetes Steinkreuz. Auf dem Querbalken des Kreuzes stand die Inschrift „Vorarlberger Grab 1809“. Zwischenzeitlich wurde das Kreuz durch eines aus massivem Holz ersetzt. Unterhalb des Kreuzes, auf dem Grabhügel, war ursprünglich eine Steinplatte befestigt mit der Inschrift: „Zur Erinnerung an die 1809 in diesem Walde gefallenen Vorarlberger, welche für ihre Heimat gegen Franzosen und Bayern kämpften“. Mittlerweile  wurde auch diese ersetzt, und die neue Platte trägt die Inschrift: „Hier liegen Vorarlberger gef. 17.7.1809 im Kampf für ihre Freiheit gegen Franzosen u. Bayern“.
Drei weitere Gräber am Südrand tragen die Inschrift „Vorarlberger Gräber“.